# دوناکسی
شهر دوناکسی(به مجاری: Dunakeszi) در پِشت در کشور مجارستان واقع شده‌است. جمعیت این شهر ۳۲٫۷۶۸ نفر  است.